# Pseudopharus gibeauxi
Pseudopharus gibeauxi är en fjärilsart som beskrevs av De Toulgoët 1990. Pseudopharus gibeauxi ingår i släktet Pseudopharus och familjen björnspinnare. Inga underarter finns listade.